# Ctenomys dorbignyi
Ctenomys dorbignyi és una espècie de mamífer rosegador de la família dels ctenòmids. És endèmic de la província de Corrientes (Argentina). Se sap molt poca cosa sobre el seu hàbitat i la seva història natural. A parts de la seva distribució se'l considera una plaga perquè es menja conreus i perquè els seus caus poden provocar que els cavalls es facin mal a les potes.
El seu nom específic, dorbignyi, és en honor del naturalista francès Alcide d'Orbigny.